# 原菜乃華
原 菜乃華（はら なのか、2003年〈平成15年〉8月26日 - ）は、日本の女優（元子役）、声優、モデル。
東京都出身。トライストーン・エンタテイメント所属。

## 経歴
2009年、J-beansネットスカウトオーディションに合格し、同事務所に所属。日本タレント名鑑では、デビュー作としてテレビ朝日『タクシードライバーの推理日誌26』が記載されているが、テレビドラマ『月曜ゴールデン・浅見光彦シリーズ』（TBSテレビ）のほうが先に放送された。
2014年初めころ、研音に移籍。
2015年6月24日から6月28日まで行われた舞台『まっ透明なAsoべんきょ〜』で舞台初出演。
2016年7月18日、2011年に制作された映画『Lieland』で映画初主演。
『週刊プレイボーイ』（集英社）2017年1月23日号にて、同年要注目の8人「スゴカワ2017」として特集される。
2018年3月31日、研音Next Generation終了によりいったん事務所から離れる。フリーの期間に『無限ファンデーション』に出演する。同年12月、トライストーン・エンタテイメントに移籍。
2022年3月、高校を卒業。
2022年11月公開のアニメーション映画『すずめの戸締まり』（新海誠監督）のオーディションにて1700人を超える中から声優初挑戦で主人公・岩戸鈴芽役に選ばれ、その演技で第18回声優アワード 新人声優賞を受賞した。
2023年、NHK大河ドラマ『どうする家康』に千姫役で出演。初の時代劇にして初めての大河ドラマ出演。同年9月30日、テレビ東京系ドラマ25『こむぎの満腹記』でテレビドラマ初主演。同年10月30日、ファースト写真集『はなのいろ』（KADOKAWA）を発売した。
2024年3月、オーディションを経てヒロイン役を務め、2023年9月に公開された映画『ミステリと言う勿れ』の演技で第47回日本アカデミー賞新人賞を受賞した。
2025年度前期に放送の『あんぱん』でNHK連続テレビ小説に初出演し、ヒロインの妹・メイコ役を演じている。ヒロインオーディション参加の結果、三女役に選ばれた。
2025年7月4日、ORICON NEWSの『2025年 上半期ブレイク俳優ランキング（女性編）』で1位に輝いた。

## 人物
- 11歳下の妹がいる[25]。
- 考えてから行動しないと不安で仕方がないタイプで、ネガティブで心配性な性格は、短所でもあり長所でもあると自己分析[26]。3年後、2025年6月のインタビューでは「いい意味で肩の力を抜いて楽しめるようになってきたかな」と述べている[27]。
- 趣味はドラマ・映画鑑賞[6]。宮世琉弥からオタクと言われており[28]、自らもオタク気質があると認めている[29]。
- 実写作品と比べて特にアニメが好き[30][31]で、「アニメの話以外喋れない。休日はずっと家にいてアニメとか見てる」と発言している[32]。高校時代から好きなアニメキャラクターのアクスタを集めている[33]。また、声優の戸松遥を憧れの存在として挙げており、NHKのラジオドラマ『FMシアター』で共演した際は戸松と対談し、自身の思いを伝えている[34]。「アンパンマン」のしょくぱんまんが初恋の相手で大好きである[35]。
- 特技は水泳[6][注 1]。
- 和菓子に目がなく、あんこ[37]、干し芋[38]を好物に挙げている。小麦料理ラバー[39]。
- 15歳の頃からMrs. GREEN APPLEの大ファンで、曲は『ゼンマイ』が特に好き[40][41][42][21]。
- 高校は、齊藤なぎさと同じで、受験番号が隣だった。校内で会ったことはなかったがお互いに認識していた[11]。
- 「菜乃華」という名前は、ひいおばあちゃんの住んでいた小豆島の菜の花畑が由来である[43]。

## 受賞歴
2024年
- 第47回日本アカデミー賞 新人俳優賞（『ミステリと言う勿れ』）
- 第18回声優アワード 新人声優賞

## 出演

### テレビドラマ
- 浅見光彦シリーズ28 高千穂伝説殺人事件〜歌わない笛〜（2009年10月5日、TBS） - 克子（少女期）[注 2] 役
- 侍戦隊シンケンジャー 第34幕 「親心娘心」（2009年10月18日、テレビ朝日）- 女の子 役
- 浅見光彦〜最終章〜 第4話（2009年11月11日、TBS） - 三之宮由佳[注 3] 役
- 一応の推定（2009年12月20日、WOWOW）
- タクシードライバーの推理日誌26（2010年1月23日、テレビ朝日） - 町川恵美子 役
- 日経スペシャル ガイアの夜明け（2010年、テレビ東京） - 江口洋介の娘 役
- 警視庁南平班〜七人の刑事〜2（2010年8月23日、TBS） - 小宮山梨香 役
- 秘密諜報員 エリカ（2011年、読売テレビ・日本テレビ） - 長谷川結衣（少女期） 役
- 嘘の証明 犯罪心理分析官 梶原圭子2（2013年、テレビ東京） - 平野璃子 役
- 外科医 鳩村周五郎11（2013年2月22日、フジテレビ） - 星野まりや 役
- ホリック〜xxxHOLiC〜 第7話（2013年4月7日、WOWOW） - 九軒ひまわり（幼少期） 役
- 小京都連続殺人事件2（2013年5月3日、フジテレビ） - 殿岡遥 役
- 夫のカノジョ 第7話・第8話（2013年12月5日・12日、TBS） - 間宮さくら 役
- ビンタ!〜弁護士事務員ミノワが愛で解決します〜（2014年10月2日 - 12月19日、読売テレビ・日本テレビ） - 箕輪カナ 役
- サイレーン 刑事×彼女×完全悪女（2015年10月27日・12月1日 - 15日、関西テレビ・フジテレビ） - 猪熊夕貴（少女時代） 役
- 朝が来る（2016年6月5日 - 7月31日、東海テレビ・フジテレビ） - 片倉ひかり（中学時代） 役[46]
- CRISIS 公安機動捜査隊特捜班 第2話（2017年4月18日、関西テレビ・フジテレビ） - ドロレス 役
- 二つの祖国（2019年3月23日・24日、テレビ東京） - 天羽春子 役[47]
- ベビーシッター・ギン! 第3話（2019年7月14日、NHK BSプレミアム） - 上田ユカ 役
- MIU404 第7話（2020年8月7日、TBS） - スゥ 役
- おもひでぽろぽろ（2021年1月9日、NHK BSプレミアム） - 岡島ヤエ子 役[48]
- 死との約束（2021年3月6日、フジテレビ） - 本堂絢奈 役[49][50]
- ナイト・ドクター（2021年6月21日 - 9月13日、フジテレビ） - 深澤心美 役[51]
- 真犯人フラグ（2021年10月10日 - 2022年3月13日、日本テレビ） - 相良光莉 役[52]
- 恋の病と野郎組 Season2 第3話・最終話（2022年2月7日・3月28日、日本テレビ） - 第3話ヒロイン・坂本アンナ 役[53]
- ナンバMG5（2022年4月13日 - 6月22日、フジテレビ） - 難破吟子 役[54]
  - ナンバMG5 特別編「全開バリバリでアリガト」編（2022年6月29日、フジテレビ） - 難波吟子 役[55]
- 村井の恋 第3話 - 最終話（2022年4月20日 - 5月25日、TBS） - 福永弥生 役[56]
- 波よ聞いてくれ（2023年4月21日 - 6月9日、テレビ朝日） - 南波瑞穂 役[57]
- こむぎの満腹記（2023年9月30日・10月7日、テレビ東京） - 主演・橘こむぎ 役[58]
- 泥濘の食卓（2023年10月21日 - 12月16日、テレビ朝日） - 尾崎ちふゆ 役[59]
- 大河ドラマ どうする家康 第44回 - 最終回（2023年11月19日 - 12月17日、NHK総合） - 千姫 役[15]
- 世にも奇妙な物語’24 夏の特別編「友引村」（2024年6月8日、フジテレビ） - 主演・藤崎凛 役[60]
- ノンレムの窓 2025・新春 第2話「よーい、フィクション!」（2025年1月5日、日本テレビ）[61]
- となりのナースエイドSP2025（2025年1月11日、日本テレビ） - 澤村舞華 役[62]
- 藤子・F・不二雄 SF短編ドラマ シーズン3「マイロボット」（2025年3月27日、NHK BSプレミアム4K）[63]
- 連続テレビ小説 あんぱん 第11回 -（2025年4月14日 - 、NHK総合） - 朝田メイコ 役[20][21]
- ちはやふる-めぐり-（2025年7月9日 - 、日本テレビ） - 月浦凪 役[64][65]

### 情報番組
- ZIP! （2022年10月7日 - 2022年10月28日、2023年3月10日、2024年12月6日 - 12月27日 、日本テレビ） - 2022年10月度及び2024年12月度月替わり金曜パーソナリティー

### その他のテレビ番組
- ピラメキーノG（2010年、テレビ東京）
- ピラメキーノ だるだるダルサンタナイト（2010年12月、テレビ東京）
- ピラメキーノ（2011年、テレビ東京）
- おはスタ（2016年4月7日 - 2017年9月29日、テレビ東京） - おはガール
- 痛快TV スカッとジャパン（フジテレビ）
  - 身の程をわきまえなさい!（2015年10月26日）
  - ハートウォーミングスカッと こんなママでかわいそう…（2016年1月25日） - 斎藤美久 役
  - 隣のゴシップ好きオンナ（2017年5月15日） - 桑原佐江 役
  - ウラオモテの激しい顧問（2017年9月11日） - 追川里香 役
- 歴史探偵 どうする家康コラボSP（2023年11月1日、NHK総合）
- NHKスペシャル 古代史ミステリー（2024年3月17日、24日、NHK総合）
- あのちゃんの電電電波♪（2024年12月18日、テレビ東京） B小町を演じたメンバー3人でもつ鍋女子会
- ミュージックステーションスーパーライブ 2024（2024年12月27日、テレビ朝日） - B小町メンバー 有馬かな として[66][67]
- 土スタ（2025年7月19日、NHK総合）[68][69]
- MUSIC GIFT 2025（2025年8月9日、NHK総合） - 「あんぱん」でメイコ役として歌った「東京ブギウギ」を共演している大森元貴とデュエット生歌唱[70][71][21]
- 爆笑レッドカーペット（2025年8月11日、フジテレビ） - レッドカーペット会員（パネラー）[72]
- 野口聡一・劇団ひとりの2030月面テレビ シーズン3（2025年8月18日、NHK総合）[73]

### 映画
- BOX 袴田事件 命とは（2010年5月29日） - 熊本典道の長女（回想） 役
- Lieland（2011年製作・2016年7月18日） - 主演・アリス 役 ※短編映画
- 地獄でなぜ悪い（2013年9月28日） - 武藤ミツコ（10歳期） 役
- ピラメキ子役恋ものがたり〜子役に憧れるすべての親子のために〜（2015年2月21日） - 狭川由衣 役[74]
- 3月のライオン（前編 2017年3月18日・後編 4月22日） - 幸田香子（少女時代）役
- はらはらなのか。（2017年4月1日） - 主演・原ナノカ 役[75]
- 無限ファンデーション（2018年11月17日） - ナノカ 役[76]
- 罪の声（2020年10月30日） - 生島望 役[77]
- 胸が鳴るのは君のせい（2021年6月4日） - 長谷部麻友 役[78]
- ヘルドッグス（2022年9月16日） - 間宮比呂美 役[79]
- ミステリと言う勿れ（2023年9月15日） - 狩集汐路 役[80]
- 恋わずらいのエリー（2024年3月15日） - 主演・市村恵莉子 役（宮世琉弥とダブル主演）[81][82][83]
- チャチャ（2024年10月11日） - ポストさん・ひまわりさん 役（声の出演）[84][85]
- 【推しの子】-The Final Act-（2024年12月20日） - 有馬かな 役[86][87][88][89]
- 見える子ちゃん（2025年6月6日） - 主演・四谷みこ 役[90][91]
- ババンババンバンバンパイア（2025年7月4日） - 篠塚葵 役[92][93][94]

### 舞台
- まっ透明なAsoべんきょ〜（2015年6月24日 - 28日、ザ・ポケット） - 主演・キノコ 役[95]

### ウェブドラマ
- 代償 第2話 - 第4話（2016年11月18日 - 、Hulu） - 木崎美果 役
- 荒波よ揉んでくれ〜南波瑞穂のAD奮闘記〜（2023年5月20日 - 、TVer） - 主演・南波瑞穂 役[96]
- 【推しの子】（2024年11月28日 - 12月5日、Amazon Prime Video） - 有馬かな 役[97][86][87]

### ラジオドラマ
- FMシアター いつかの宝石たち（2023年7月22日、NHK-FM） - 主演・小松香織 役[98]

### 劇場アニメ
- すずめの戸締まり（2022年11月11日） - 主演・岩戸鈴芽 役[99]
- 不思議の国でアリスと -Dive in Wonderland-（2025年8月29日予定） - 主演・安曇野りせ 役

### CM
- 日本マクドナルド、ハッピーセット
  - 「シュガーバニーズ思わず」編（2009年）
  - 「絵本の中のお菓子の国へ」編（2011年）
  - 「メゾピアノステキカフェ」編（2011年）
  - 「スイーツウォッチ」編（2012年）
  - 「ビックマックとすすめ」篇（2022年）
  - 「大人もハッピーセット」篇（2022年）
- IKEA（2010年）
  - 「BESTA/ベストーリビング収納」編
  - 「新カタログ登場」編
  - 「EXPEDIT/エクスペディート」編
  - 「EXTORP/エークトルプ」編
- スカパー!「泣ける映画特集」編（2010年）
- バンダイ
  - スイートプリキュア♪キュアモジューレ（2011年）
  - アイカツ！スタイル 2015春夏（2015年4月 - 10月）
- デアゴスティーニ・ジャパン（2011年）
- SSKフーズ、ドレッシング「プレゼントサラダ」篇（2012年）
- 小学館、ぷっちぐみ2012年6月号（2012年）
- NTT都市開発、ウェリス稲毛（2013年） - 原つぐみ 役
- マテル、おしゃべりなトモダチfijit「小学生の一日」篇（2013年）
- 開志専門職大学、CM（2020年 - ）[100]
- 丸亀製麺
  - 「丸亀シェイクうどん」
    - 「シェイクするうどん、丸亀シェイクうどんデビュー」篇（2023年5月14日、15日）[101]
    - 「ふるふるカンタンもっちもち！丸亀シェイクうどん」篇（2023年5月16日 - ）
    - 「真夏の新体験！サマーシェイクうどん、誕生」篇（2023年7月15～17日）
    - 「夏の新メニュー！サマーシェイクうどん、でた」篇（2023年7月18日 - ）
    - 「夏だカンパイシェイクうどん」篇（2023年7月18日 - 2023年8月19日）
    - 「カルボナーラ出た！秋も！丸亀シェイクうどん」篇（2023年10月13日 - ）
    - 「おまたせ！春の丸亀シェイクうどん」篇（2024年4月14、15日）
    - 「春はよくばりシェイク！丸亀シェイクうどん」篇（2024年4月16日 - ）

  - 「丸亀うどーなつ」
    - スペシャルwebムービー丸亀うどーなつ「#どーした原菜乃華！」（2024年6月21日 - ）
      - 第1弾「もしももちもちがなくなったら…」篇
      - 第2弾「もちもちコール」篇
      - 第3弾「もはや自分がもちもちになりたくてがんばる」篇
      - 第4弾「カレー味ショックが止まらない」篇
      - 第5弾「絶体絶命!!カレーロス！」篇
      - 第6弾「もちもち一個取られて激おこぷんぷん」篇

    - 「衝撃のもっちもち！丸亀うどーなつ」予告篇（2024年6月22日、23日）
    - 「もっちもちがとまらない！丸亀うどーなつ」篇（2024年6月25日 - ）
    - 「二つの味だよ！丸亀うどーなつ」篇（2024年6月25日 - ）
    - 「10月2日、衝撃の新作！丸亀うどーなつ」予告篇（2024年10月2日 - ）
    - 「新作がとまらない！秋の丸亀うどーなつ」篇（2024年10月2日 - ）[注 4]
    - 「12月3日、チョコ新味登場！うどーなつ」予告編（2024年12月2日 - ）
    - 「事件です！待望のチョコ新味登場！丸亀うどーなつ」篇（2024年12月3日 - ）
- 明治「明治ブルガリアヨーグルト」
  - 「発売50周年記念」篇（2023年12月5日 - ）[102]
  - 「#ふるドリヨーグルト」篇（2024年10月8日 - ）
  - 「今日もあたらしくなろう」篇（2025年4月1日 - ）
- 興和 ウナコーワシリーズ
  - 「家族写真」篇（2024年6月1日 - ）[103]
  - 「エースのプレミアム」 篇（2025年5月16日 - ）
- ACジャパン 2024年度支援キャンペーン・あしなが育英会「がんばれ、全国のすずめたち。」（2024年7月1日 - ）
- 出光興産 apollostation 「a!合唱団」編（2024年10月1日 - ）
- かんぽ生命「3色の鳥・かんぽさんのアフターフォロー」篇（2024年11月20日 - ） - 磯村勇斗と共演[104]
- ユー・エス・ジェイ ユニバーサル・スタジオ・ジャパン ユニ春（2024年12月25日 - ）[105]
- キッコーマン「デルモンテ」
  - リコピンリッチシリーズ 「偏愛」篇（2025年3月18日 - ）[106]
  - リッチゼリーシリーズ Web CM「あなたはどのリッチ？」篇（2025年3月18日 - ）
  - ピュレフルーツ Web CM 「わがままを叶えるフルーツ」篇（2025年4月9日 - ）

### MV
- AZU「たしかなこと」（2010年7月21日）
- miwa「ティーンエイジドリーム」（2019年12月25日）[107]
- Novelbright「どうして」(2022年8月10日）[108]
- B小町[89]
  - 「我ら完全無敵のアイドル!!」(2024年10月18日)[109]
  - 「サインはB」(2024年12月6日、2025年1月13日)[110][111]
  - 「トワイライト」（2024年11月3日）[112][113]
  - 「SHINING SONG」特別映像（2024年12月20日 - 2025年3月31日）[114]
- BABYMONSTER 'Ghost'（2025年6月5日）[115]

### イベント
- 研音ネクジェネ夏祭り（2014年8月31日、時事通信ホール）[116]
- 音夏祭〜研音ガールズイベント〜
  - （2015年8月1日・2日、品川プリンスホテル クラブeX）[117][118]
  - （2016年8月20日・21日、品川プリンスホテル クラブeX）[119]
- 第38回 マイナビ 東京ガールズコレクション 2024 SPRING／SUMMER（2024年3月2日、国立代々木競技場第1体育館）[120]
- トライストーン大運動会 Tristone Fan Fes 2025 (2025年3月15日、さいたまスーパーアリーナ)[121][122]
- KANSAI COLLECTION 2025 A/W  (2025年8月6日、京セラドーム大阪)[123]

## ディスコグラフィ

### 歌手参加作品
| 発売日         | 商品名       | 歌                                                                         | 楽曲                                                                                                   | 備考                                                     |
| -------------- | ------------ | -------------------------------------------------------------------------- | --- | -------------------------------------------------------- |
| 2024年12月18日 | SHINING SONG | B小町［星野ルビー（齊藤なぎさ）、有馬かな（原菜乃華）、MEMちょ（あの））］ | 1. 「SHINING SONG」 2. 「我ら完全無敵のアイドル!!」 3. 「トワイライト」 4. 「サインはB（ドラマver.）」 | 『【推しの子】』挿入歌 Rambling RECORDS（CDː RBCP-3569） |

## 書籍

### 雑誌
- maria（2009 - 2010年、アンジュパブリッシング） - 第6期マリアメイト[131]
- ぷっちぐみ（2010 - 2013年、小学館） - レギュラーモデル
- キラピチ（2014年5月15日 - 2017年5月14日、学研プラス） - 専属モデル[132]

### 写真集
- 原菜乃華 1st写真集 はなのいろ（2023年10月30日発売、KADOKAWA）ISBN 978-4-04-897621-3[18]

### カレンダー
- 原菜乃華カレンダー 2025.04-2026.03（2025年2月7日、KADOKAWA）ISBN 978-4048977883[133]